# نووی چوگاناک
نووی چوگاناک (انگلیسی: Novy Chuganak) یک شهرک در شهرستان کراسنوکامسکی استان باشقیرستان کشور روسیه است.